# Ted Sorensen
Theodore Chaikin „Ted” Sorensen (Lincoln, Nebraska, 1928. május 8. – New York, 2010. október 31.), Theodore C. Sorensen: amerikai ügyvéd és író, John F. Kennedy elnök legendás beszédírója volt.
Dán eredetű unitárius családba született, apja az állam korábbi republikánus ügyésze volt. Ugyanitt, Lincoln városában végezte középiskolai (Lincoln High School) és jogi (University of Nebraska) tanulmányait is. 1949-ben diplomázott, évfolyamelsőként. Az Americans for Democratic Action nevű baloldali szervezet tagjaként már egyetemi évei alatt szerepet vállalt a közéleti mozgalmakban. Tanulmányai végeztével Washingtonba költözött, hogy a Szövetségi Biztonsági Ügynökségnél (FSA) kezdje karrierjét (1951–1953). Néhány alkalommal bedolgozott Paul H. Douglas illinoisi demokrata szenátor stábjába, ezen keresztül ismerkedett össze a fiatal és frissen megválasztott John F. Kennedyvel. Sorensen így már a politikus 1953-as első hivatali ciklusától kezdődően mellette volt – az ezt követő időszakban pedig legközelebbi tanácsadójává vált. Kennedy retorikájának alakításában játszott központi szerepe már politikai háttérkarrierje alatt nyilvánvalóvá vált, a sajtó előszeretettel emlegette az elnök alteregójaként. Kennedy egy alkalommal maga nevezte "intellektuális vérbankjának".

## Élete a Fehér Házban
John F. Kennedy elnöki tevékenysége (1960–1963) alatt Sorensen mint elsőszámú beszédíró tevékenykedett a Fehér Házban, "különleges tanácsadó" titulusban – e megkülönböztetett befolyású státuszt rajta kívül csupán Kenny O'Donnell birtokolta. Az első időszakban elsősorban a belpolitikai ügyek interpretálásával foglalkozott, ám a Disznó-öböl kudarcát követően az elnök külpolitikai agendájának kialakításában is szerepet adott neki. Ennek eredményeként a kubai rakétaválság idején (1962-ben) már Kennedy Hruscsovval váltott üzeneteinek közvetítőjeként működött. Kennedy 1963 novemberében történt meggyilkolását követően pár hónapig még segítette a helyébe lépő Lyndon B. Johnson elnököt, majd ideiglenesen visszavonult a politikából, hogy 1965-re megírja a számos nyelvre lefordított, nemzetközi bestseller Kennedy-biográfiát.
Ted Sorensent tartják azon legendás beszédek retorikai atyjának, melyekkel John F. Kennedy hivatalban töltött évei alatt világszerte figyelmet és tiszteletet vívott ki magának, s amelyekkel az elnök örökre beírta magát a legnagyobb szónokok sorába.

## Kennedy után
A Kennedy-merénylet után nem sokkal Sorensen csatlakozott a Weiss, Rifkind, Wharton & Garrison Ügyvédi Irodához, ám fenntartotta politikai kapcsolatait is. Különböző demokrata kampányokban vállalt szerepet, melyek közül kiemelkedik Robert F. Kennedy (John Fitzgerald Kennedy öccse, igazságügy minisztere és hasonlóan karakteres amerikai politikus) 1968-as elnökválasztási kampánya. A történet ismert: miután Robert F. Kennedy fő esélyessé lépett elő a választási küzdelemben, bátyjához hasonlóan ő is merénylet áldozata lett.
Sorensen 1970-ben elindult New York állam egyik szenátori székéért, ám már a demokrata előválasztások során alulmaradt. 1977-ben Jimmy Carter elnök a Központi Hírszerző Ügynökség (CIA) igazgatójának jelölte, ám a jelölést még a szenátusi jóváhagyás előtt visszavonták.
Sorensen az 1960-as évektől kezdődően sikeres nemzetközi jogi ügyvéd. Praxisában többek között amerikai cégek oroszországi, afrikai, karibi és latin-amerikai fejlesztési beruházásainak jogi képviseletét látta el. Számos államot képviselt a Világbankkal szembeni perekben. E tevékenysége mellett közíróként, szónokként máig megmaradt a liberális demokraták szimbolikus alakjának. Az Egyesült Államok legmagasabb presztízsű politikai kutatóintézeteinek, a Külkapcsolati Tanácsnak (CFR), a Century Foundationnek, a Princetoni vagy a Harvard Egyetemnek állandó meghívottja.

## Legendás szófordulatok
John F. Kennedy elnök legnagyobb beszédei, azok fő szófordulatai jelentős részben Ted Sorensennek tulajdoníthatóak. Számos egyéb mellett ezek közé tartoznak a következők:
"Woodrow Wilson Új Szabadsága új politikai és gazdasági rendszert ígért nemzetünknek. Franklin Delano Roosevelt New Deal-je biztonságot és segítséget ígért a rászorulóknak. Ám az Új Határvidék, amelyről én beszélek, nem ígéretekről, hanem kihívásokról szól. Nem azt foglalja magában, amit az amerikai népnek ajánlani akarok, hanem azt, amit kérni akarok tőlük."
(Demokrata Nemzeti Konvenció, Los Angeles, 1960. július 15.)
"Amerikai polgártársaim, ne azt kérdezzétek, mit tehet az országotok értetek; azt kérdezzétek, mit tehettek ti az országotokért. Polgártársaim a világban, ne azt kérdezzétek, Amerika mit tesz értetek, hanem azt, mit tehetünk közösen a szabadságért."
(Beiktatási beszéd, Washington DC, 1961. január 20.)
"Miféle békéről beszélek? Milyen békét kívánunk magunknak? Nem Pax Americanát, amelyet amerikai fegyverek kényszerítenek a világra. Nem a rabszolgaság adta biztonságról beszélek. Hiteles békéről beszélek, amely értékessé teszi az életet a Földön, amely képessé tesz embert és nemzetet arra, hogy jobb jövőt építsen a gyermekei számára – békét nem csupán a mi időnknek, de békét minden időnek."
(American University, Washington DC, 1963. június 10.)
"Kétezer évvel ezelőtt az emberek azt mondták büszkén: "Civis Romanus sum". Ma, a szabadság világában pedig ezt mondják büszkén: "Ich bin ein Berliner"."
(Beszéd a berlini falnál, 1963. június 11.)

## Családi háttér
Négy gyermeke született. Felesége, Gillian Martin Sorensen, New York állam korábbi magas rangú szövetségi hivatalnoka, az ENSZ főtitkárságának külkapcsolati tanácsadója.

## Könyvei
- Decision-making In The White House (Döntéshozatal a Fehér Házban) (1963)
- Kennedy (életrajz) (1965)
- The Kennedy Legacy (A Kennedy-örökség) (1969)
- Watchmen in the Night : Presidential Accountability after Watergate (Őrszem az éjszakában: Elnöki hitelesség a Watergate-botrány után) (1975)
- A different kind of presidency: A proposal for breaking the political deadlock (Egy más típusú elnökség: Javaslat a politikai végóra megállítására) (1984)
- Let the Word Go Forth : The Speeches, Statements and Writings of John F. Kennedy, 1947-1963 (Kimondani a szót: John F. Kennedy beszédei, nyilatkozatai és feljegyzései 1947-1963) (1988)
- Why I am a Democrat (Miért vagyok demokrata) (1996)

1. ↑  https://www.canterbury.ac.nz/about-uc/our-structure/leadership-and-governance/university-council/council-committees/professores-emeriti-hon-docs-and-distinguished-professors